# Hemerobius immaculatus
Hemerobius immaculatus är en insektsart som beskrevs av Olivier 1792. Hemerobius immaculatus ingår i släktet Hemerobius och familjen florsländor. Inga underarter finns listade i Catalogue of Life.